# Шахворостова, Лариса Анатольевна
Лари́са Анато́льевна Ша́хворостова (род. 24 июня 1963 года) — советская, российская актриса, педагог-организатор.

## Биография
Лариса Анатольевна Шахворостова (Тотунова) родилась 24 июня 1963 года в городе Морозовске Ростовской области. Окончила музыкальное училище в городе Бийске в 1982 году, специализация — теория музыки.
В 1982-1984 годах вольнослушатель актёрского факультета ВГИК, мастерская А. В. Баталова. 
В 1987 году окончила ГИТИС (актёрско-режиссёрский курс Оскара Ремеза).
В 1988—1991 — актриса Московского Нового драматического театра. Участвовала в спектаклях: «Танго» С. Мрожека (Аля); «Перстенёк» (детский); «Седьмой подвиг Геракла» по пьесе Михаила Рощина (Гетера). С 2009 года работает в Театральном агентстве «Лекур». Постановки: «По семейным обстоятельствам» — Галина Аркадьевна (режиссёр: Рината Сотириади).
В 1989—1992 Лариса Анатольевна вела телевизионные программы («Деловая хроника», «Утро делового человека»), была журналистом телекомпании ВКТ.

## Фильмография
| Год       |     | Название                                                | Роль                                               |
| --------- | --- | ------------------------------------------------------- | -------------------------------------------------- |
| 2018      | с   | Жёлтый глаз тигра                                       | мать Лены Дубосекиной                              |
| 2015      | ф   | Рядом с нами                                            | мама Катя                                          |
| 2015      | ф   | Пороги                                                  | Дарья Реутова                                      |
| 2015      | с   | Молодая гвардия                                         | Елена Кошевая                                      |
| 2014      | ф   | Турецкий транзит                                        | Тамара Семёновна, главврач психиатрической клиники |
| 2013      | с   | Станица                                                 | Любовь Тимофеевна Рябоконь                         |
| 2013      | с   | Земский доктор. Возвращение                             | жена Велимира Сергеевича Людмила Прокопьевна       |
| 2011      | ф   | Тихая застава                                           | Люба, жена Бобровского                             |
| 2011      | ф   | Не кончается синее море (не был завершён)               | мама Лены                                          |
| 2011      | ф   | Моя новая жизнь (Украина)                               | Мирослава (Слава) Рыкова                           |
| 2010—2011 | с   | Сердце Марии                                            | главный врач Юлия Аркадьевна Вербова               |
| 2009      | с   | Платина-2                                               | старший лейтенант Александра Геннадьевна Полякова  |
| 2009      | ф   | Акула (Украина)                                         | Инна Мукасей                                       |
| 2008      | ф   | Шальной Ангел                                           | приёмная мать Алёны Надежда                        |
| 2008      | ф   | Трудно быть мачо                                        | жена Вячеслава Рута                                |
| 2008      | ф   | Отряд (Россия, Украина)                                 | Ольга                                              |
| 2008      | ф   | Король, дама, валет (Россия, Украина)                   | Тамара                                             |
| 2008      | ф   | Акмэ                                                    | Имя персонажа не указано                           |
| 2007      | ф   | Судебная колонка                                        | Клавдия Шулежко                                    |
| 2007      | ф   | Срочно в номер                                          | Наташа                                             |
| 2007      | ф   | Презумпция вины (Россия, Украина)                       | следователь Ольга                                  |
| 2007      | ф   | Громовы. Дом надежды                                    | Мария Громова                                      |
| 2007      | ф   | Внеземной (Россия, Украина)                             | жена Александра Вера Кутенко                       |
| 2006      | ф   | Заколдованный участок                                   | Сурикова                                           |
| 2006      | ф   | Громовы                                                 | жена Фёдора Мария                                  |
| 2005      | ф   | Убойная сила-6                                          | Черемыкина                                         |
| 2005      | с   | Охота на изюбря                                         | врач Извольского Наталья Леонидовна                |
| 2005      | кор | Март 1943                                               | Имя персонажа не указано                           |
| 2005      | ф   | Косвенные улики                                         | Зурабова                                           |
| 2005      | с   | Гибель империи                                          | Киселёва                                           |
| 2003—2004 | с   | Бедная Настя                                            | крепостная Петра Долгорукого Марфа                 |
| 2003      | с   | Участок                                                 | Наталья Сурикова                                   |
| 2003      | ф   | Последний советский фильм                               | Даша                                               |
| 2002      | ф   | По ту сторону волков                                    | Лариса Творогова                                   |
| 2002      | ф   | Атлантида                                               | Имя персонажа не указано                           |
| 2001      | кор | Ловец                                                   | Имя персонажа не указано                           |
| 2001      | с   | Курортный роман. Левая грудь Афродиты                   | Нина Петрова                                       |
| 1996      | ф   | Шрам. Покушение на Пиночета                             | Имя персонажа не указано                           |
| 1996      | ф   | Карнавальная ночь 2                                     | Лена Кольцова                                      |
| 1995      | ф   | Ехай!                                                   | обходчица Наталья                                  |
| 1994      | ф   | Простодушный                                            | Мадлен де Сент-Ив                                  |
| 1994      | ф   | Маэстро вор                                             | Светлана Петракова                                 |
| 1993      | ф   | Тоннель (Таджикистан)                                   | Имя персонажа не указано                           |
| 1993      | ф   | Зефир в шоколаде (Украина, Россия)                      | Люба                                               |
| 1993      | ф   | Ангелы смерти (Россия, Сирия)                           | Люба                                               |
| 1992      | ф   | Ребёнок к ноябрю (Украина)                              | Даша                                               |
| 1992      | ф   | Далеко от Санкт-Петербурга (Латвия, Австрия)            | Имя персонажа не указано                           |
| 1992      | ф   | Горячев и другие                                        | секретарь Наташа                                   |
| 1991      | ф   | Царь Иван Грозный                                       | жена боярина Морозова Елена                        |
| 1989      | ф   | Сталинград // Stalingrad (СССР, США, ГДР, Чехословакия) | Надя                                               |
| 1988      | ф   | Слуга                                                   | невестка                                           |
| 1988      | ф   | Публикация                                              | учитель литературы Ирина Александровна             |
| 1988      | ф   | Коршуны добычей не делятся / Corbii prada n-o împărt    | сельская фельдшерица Наташа Соловьёва              |
| 1988      | ф   | Волчонок среди людей                                    | Имя персонажа не указано                           |
| 1988      | ф   | Бич Божий                                               | Имя персонажа не указано                           |
| 1987      | ф   | Пять писем прощания                                     | Имя персонажа не указано                           |
| 1987      | ф   | Отряд специального назначения                           | Майя Микота                                        |
| 1985      | ф   | Сезон чудес                                             | Тая                                                |
| 1985      | ф   | Валентин и Валентина                                    | эпизод                                             |

## Награды
- 1994 — приз за лучшую женскую роль на кинофестивале «Золотой Дюк» в Одессе (за роли в фильмах «Простодушный», «Зефир в шоколаде», «Маэстро вор»).
- 1995 — лучшая женская роль «Золотой Овен»[3].
- 2000 — медаль «За веру и Отечество».
- 2009 — номинация 49-го ежегодного телефестиваля в Монте-Карло (Monte-Carlo Television Festival) в категории «Лучшая актриса».
- 2011 — премия «Золотое перо границы» книжно-журнального издательства «Граница».
- 2012 — специальный диплом 14-го Всероссийского Шукшинского кинофестиваля в Бийске за воплощение ярких женских образов в кинематографе (22.07.2012 г.).